# Kukola
Kukola est un quartier du district Hirvensalo-Kakskerta à Turku en Finlande,.

## Description
Il est situé au centre d'Hirvensalo.
La plus grande école d'Hirvensalo, l'école Wäinö Aaltonen, est située à Kukola ainsi que la seule bibliothèque de l'île.